# Súčanka
Súčanka je vodní tok na středním Pováží, na území okresu Trenčín. Je to pravostranný přítok Váhu a měří 19,7 km. Na dolním toku meandruje, úsek mezi obcemi Dolná Súča a Skalka nad Váhom je chráněným územím (PP Súčanka), které ochraňuje zachované koryto podhorského potoka s vzácnými společenstvími hydrofauny.

## Pramen
Pramení v Bílých Karpatech, v podcelku Súčanská vrchovina, na západním svahu vrchu Čerešienok (758,0 m n. m.) v nadmořské výšce kolem 680 m n. m.

## Směr toku
Od pramene teče nejprve na jihozápad, obloukem se pak stáčí na jihovýchod, mezi Hornou a Dolnou Súčou teče na východ, nakonec opět na jihovýchod

## Geomorfologické celky
- Bílé Karpaty, podcelky Súčanská vrchovina a Bošácké bradla
- Považské podolie, podcelek Ilavská kotlina, část Bielokarpatské podhorie

## Přítoky
Zprava z oblasti Kohútky, zpod Bašty (642,0 m n. m.), z oblasti Pri bašte, ze Závrské, zpod Krasína, zleva z oblasti Debšína, z osady Krásny Dub, potok Dúbrava, přítok z úpatí vrchu Nad oborou (657, 6 m n. m.)

## Ústí
Vlévá se do Váhu jižně od obce Skalka nad Váhom v nadmořské výšce kolem 215 m n. m.

## Obce
- osada Trnávka
- Horná Súča
- Dolná Súča
- Skalka nad Váhom